# Richard Coleman
Ricardo Osvaldo "Richard" Coleman (Buenos Aires, 1 de abril de 1963) es un músico, guitarrista y compositor argentino. Conocido por haber sido miembro fundador y líder de las bandas Fricción y Los 7 Delfines y por su trabajo colaborando con destacados artistas y bandas como Skay Beilinson, Charly García, Soda Stereo y Gustavo Cerati en las producciones de Ahí vamos (2006) y Fuerza natural (2009). Actualmente lleva a cabo su propia carrera en solitario, la cual dio inicio con el lanzamiento de su primer disco solista, Siberia Country Club, en el año 2011.
En su edición de septiembre de 2012, la revista Rolling Stone, lo posicionó en el puesto número 17 de  los 100 mejores guitarristas argentinos.

## Biografía

### Niñez y juventud
Richard Coleman nació el 1 de abril de 1963 en Buenos Aires en el seno de una familia judio . Vivió hasta los seis años en Caracas y de allí en más en Buenos Aires. Tras escuchar el Album Marrón de The Carpenters en casa de su tío Horacio, que se lo prestó para que no molestara, dejó de escuchar música en castellano (a excepción del disco Durazno Sangrando de Invisible) y a los 13 años ya escribía en inglés o metáforas incomprensibles en castellano. Esto se percibe en sus influencias musicales (David Bowie, Bryan Ferry, The Doors, Television), en sus lecturas (Dylan Thomas, William Blake, Lord Byron, Edgar Allan Poe) y en su look dark, el cual adoptó a partir de los años ochenta (una mezcla entre Robert Smith y Marc Bolan).

### Sus comienzos
En 1980, Coleman formó Siam, su primer grupo, junto con Daniel Melero, Ricky Sáenz Paz, Javier Miranda y Ulises Butrón, con quienes grabó algunos temas inéditos hasta la fecha. Tiempo después, a la dupla con Butrón se sumó Isabel de Sebastián y Celsa Mel Gowland, formando Metrópoli en el año 1982.

### Fricción y Soda Stereo
En 1983, la banda Soda Stereo decidió llamarlo para ocupar el rol de segundo guitarrista con el objetivo de darle mayor fuerza al grupo. Al poco tiempo, Richard pensó que la banda no precisaba su aporte musical por hallarse bien consolidada bajo la estructura de sus tres integrantes y decidió renunciar a su puesto en buenos términos. Posteriormente, decide también apartarse de Metrópoli para dedicarse a sus estudios universitarios.
En 1984, Coleman y Gustavo Cerati solían reunirse informalmente para zapar (improvisar) junto a los músicos  Christian Basso (bajo) y Fernando Samalea (batería). El proyecto fue tomando forma y finalmente la banda debuta en 1985, bajo el nombre de Fricción, en el Stud Free Pub. Lamentablemente, al ser este grupo la segunda ocupación de sus integrantes, no contó con un plan de trabajo ni un calendario de gira. Paralelamente, a Soda Stereo le llegó el momento del despegue masivo con su disco Nada personal (1985) y Cerati se vio obligado a distanciarse de la banda. Coleman llamó en su reemplazo al saxofonista Gonzalo Gonzo Palacios (ex Los Twist y Soda Stereo) y a la cantante Celsa Mel Gowland (ex-Metrópoli).
A fines de ese mismo año, Coleman, Basso y Samalea colaboraron junto a Andrés Calamaro en la grabación de Vida Cruel, su segundo disco solista. Para esos días, Charly García y Luis Alberto Spinetta planeaban la grabación de un disco en conjunto llamado Spinetta/García y para ello decidieron llamar a Coleman, Calamaro y los demás miembros de Fricción para conformar su grupo soporte. Este proyecto nunca llegó a concretarse pero García, habiendo disuelto su banda anterior y reconociendo el verdadero valor de estos músicos, decidió llamarlos, junto a Daniel Melingo, para conformar su banda de apoyo bajo el nombre de Las Ligas, en el verano de 1986.
Al finalizar las giras con Charly, Fricción edita Consumación o consumo su primer disco de estudio, el cual fue grabado en los estudios Panda. Además, fueron elegidos Grupo Revelación por el suplemento Sí del diario Clarín. Por otro lado, Coleman regresa transitoriamente a Soda Stereo para participar en la grabación del álbum Signos (1986).
En la primavera de 1987, Fricción, ya sin Samalea, ingresó nuevamente al estudio para grabar su segunda placa, Para Terminar, la cual sale a la venta en 1988. El disco contó con la producción de Gustavo Cerati y la participación de músicos como Daniel Castro (ex David Lebón) en bajo y sintetizadores; Daniel Ávila en batería; Pablo Rodríguez en saxos; Rolando Ureta (ex Zas) en guitarras, armónica y coros y el mismo Cerati en voces y guitarras.
En 1989, finalmente se produjo el desastre: la compañía discográfica quebró y los miembros de Fricción quedaron en la calle. La banda ya se encontraba desgastada y la separación fue inminente.

### Los 7 Delfines

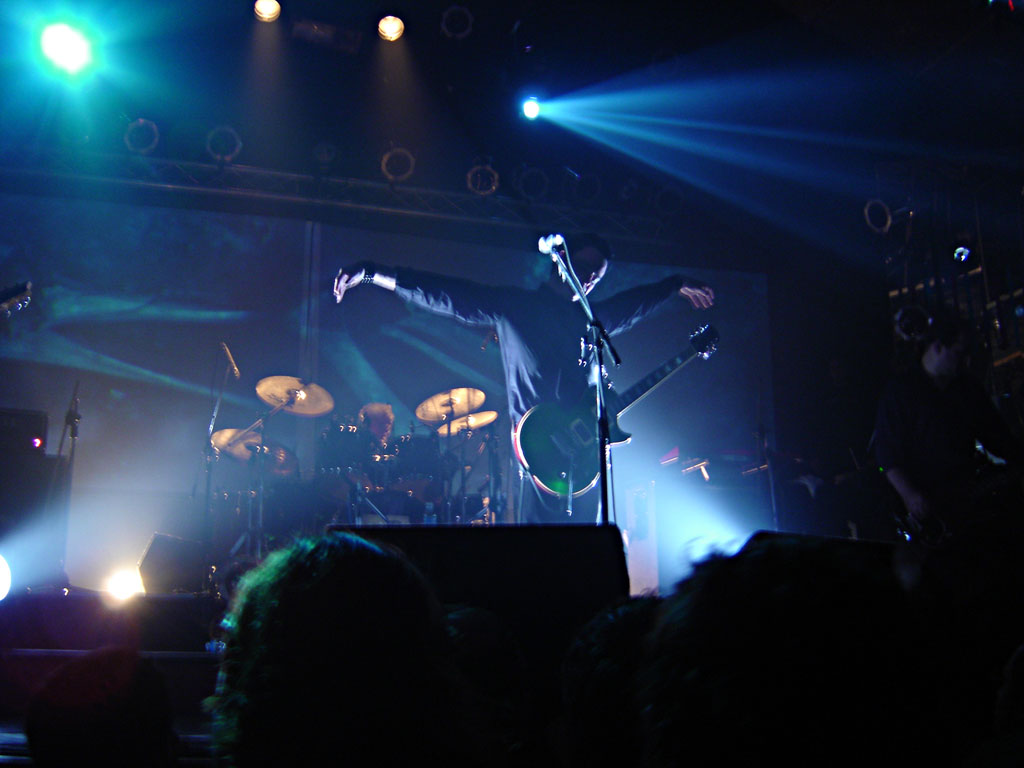
Richard Coleman con Los 7 Delfines en Niceto Club. (2007)

Coleman pronto comenzaría a darle forma a su nuevo proyecto y en enero de 1990, en la ciudad de Villa Gesell, nació Los 7 Delfines. La banda originalmente comenzó como un dúo de guitarras integrado por Coleman y Horacio "Gamexane" Villafañe (ex Todos Tus Muertos); al cual luego se le sumarían Braulio D'Aguirre (Batería) y Ricardo Sáenz Paz (bajo y coros). Aunque todavía no tenían un disco en la calle, el sonido sólido y potente de los Delfines los colocó en la escena musical como una de las propuestas más arriesgadas y vanguardistas del momento.
La aceptación por parte del público, los medios de prensa y demás músicos les ganó el galardón como la Banda Revelación del '90, por el suplemento Sí de Clarín y por la Pelo.
En junio de 1992 se editó L7D, el primer disco de estudio de la banda. El material fue grabado en los estudios de Soda Stereo y contó con la producción artística de Gustavo Cerati. Hacia marzo de 1993, tras de una fuerte discusión con Coleman, Gamexane decidió abrirse definitivamente de la banda. En su reemplazo, convocaron transitoriamente a otro ex Fricción, Roli Ureta, para grabar Nada memorable, su segunda placa, de la cual se destacó «Tuyo», como corte de difusión.
En 1995, los Delfines se convirtieron en la primera banda sudamericana en lanzar un CD-Rom interactivo, acompañando su tercer disco "Desierto". A través de una computadora personal, el usuario podía navegar por una laberíntica pirámide virtual, abrir puertas, ver fotos, clips y escuchar temas del disco.
Hacia fines de 1996, la banda presentó un EP titulado "Azulado" en Dr. Jeckyll. La placa contaba con algunos temas en vivo grabados en la presentación de "Desierto" y dos remixes de colección.
Por esta época telonean a Siouxsie and the Banshees en el Estadio Obras, durante su visita a Argentina.
En 1997, ahora con Diego Soto en la guitarra y Germán Lentino en el bajo editaron "Dark", el quinto disco de estudio, a través de su propio sello, L7D Records. La prensa calificó al material como "el mejor disco de la banda".
El 20 de septiembre de 1997, se unen a los Soda Stereo en El Último Concierto en el River Plate, para la canción Sobredosis de T.V. dándole un ritmo más roquero.
Después de 2 años sin editar material, salió a la venta “Regio”, un disco registrado durante un show brindado en el teatro del mismo nombre, en octubre de 1998.
Un año más tarde, sacaron a la venta su séptimo disco: "Dudosa Estrella"; una edición limitada de colección con tres temas más de su show en vivo, además de un tema nuevo "Cruz" y una excelente versión de "Love will tear us apart" del grupo Joy Division.
En el año 2000 Richard se radicó en Los Ángeles. Estudió Ingeniería de Grabación y Producción, trabajando paralelamente como productor de diversos artistas.
En marzo de 2001, Los 7 Delfines grabaron en Buenos Aires el álbum de estudio "Aventura", el cual fue masterizado en Los Ángeles y contó con la producción de Tweety González.
En el año 2003 se editaron en formato de dos EP "Aventura Out Takes & Out Mixes", los cuales contaban tanto con remixes de canciones de su álbum precedente como con temas nunca antes editados. Ese mismo año fue invitado por Cerati a participar en sus shows en el teatro Gran Rex y Quilmes Rock. Tras este encuentro, Coleman tomó la decisión de regresar a Buenos Aires, para ya en el año 2004 radicarse nuevamente en esta ciudad.
Este regreso fue más que especial para Richard, ya que no sólo volvió con energías renovadas, sino que además dejó atrás problemas de alcoholismo.
El 1 de julio del 2005 Los 7 Delfines se presentaron en el Teatro Broadway con la intención de grabar un DVD, el cual fue registrado por nueve cámaras.
También en el 2005 se encontró con Gustavo Cerati nuevamente, para grabar un nuevo disco de estudio como guitarrista de su actual banda, de la cual también forma parte su amigo mutuo, el ex-Fricción y ex-Las Ligas (entre otras bandas), Fernando Samalea.
Tras la presentación de Ahí vamos (2006), realizaron una intensa gira internacional para promocionar el disco, la cual incluyó conciertos en Argentina, Paraguay, Uruguay, Chile, Venezuela, Colombia, Puerto Rico, Perú, México, Estados Unidos, España e Inglaterra. Continuó en el año 2007 al sumar nuevos destinos al itinerario de la banda.
Finalmente en octubre de 2008 salió a la venta Carnaval de fantasmas, el cual presentó en La Trastienda el 6 de diciembre de ese mismo año, ante una multitud de espectadores.
En el 2009 recién salió a la luz el DVD que había sido registrado en el Teatro Broadway. Se vendió en el show del 5 de julio en La Trastienda.

### Etapa Solista

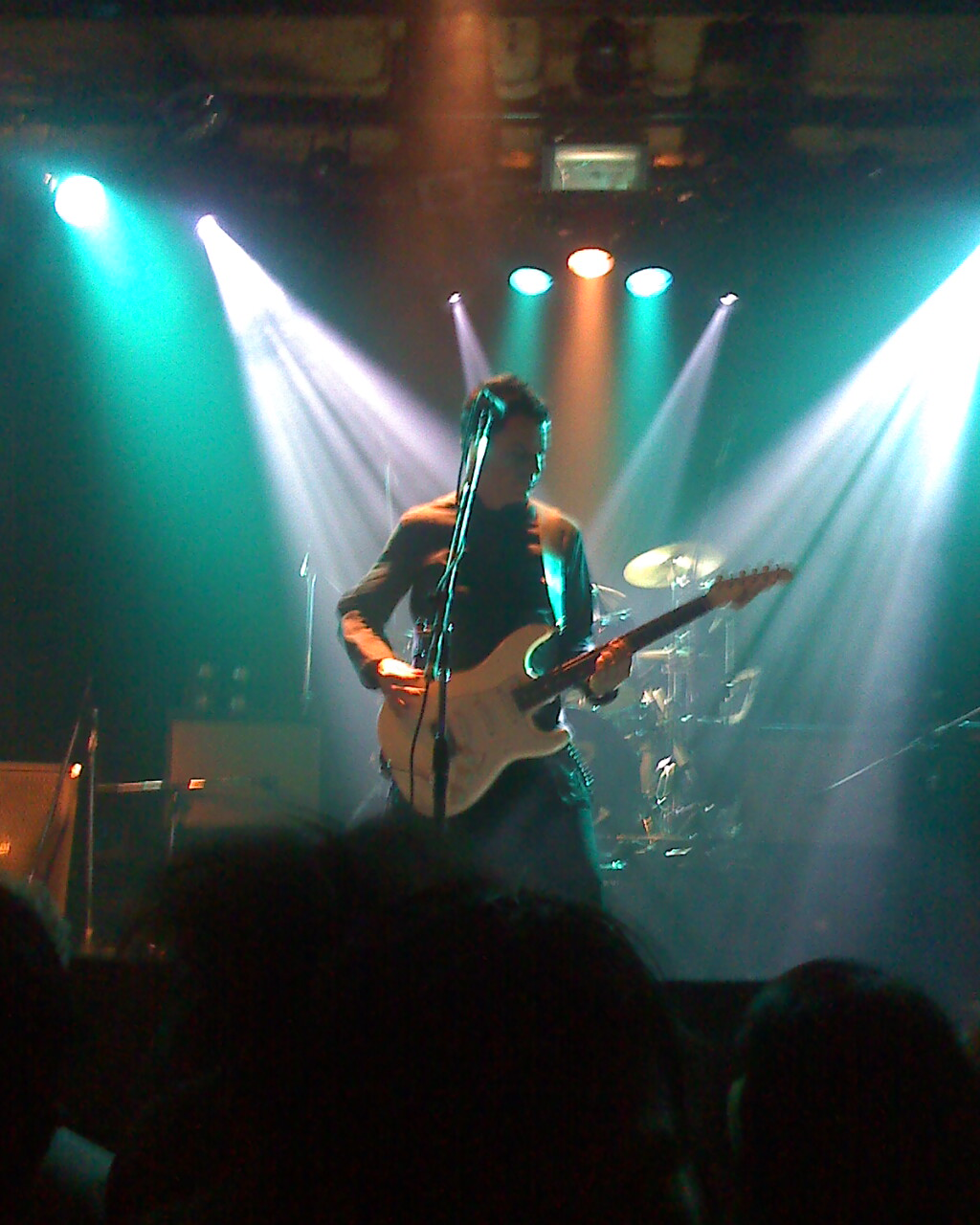
Richard Coleman con Los 7 Delfines en La Trastienda. (2008)

En 2011 editó su primer disco solista, Siberia Country Club, con la participación de Gustavo Cerati y Jorge Araujo, entre otros. Siberia Country Club fue concebido junto al productor Tweety González, quien había dicho en alguna oportunidad a Richard que quería producir un disco solista suyo, y junto a Daniel Castro, compañero de Coleman en Fricción, quien le había propuesto formar parte de algún proyecto.
Así, llegado el momento, Coleman decidió que haría finalmente un disco solista. La idea comenzó a hacerse un hecho a principios de 2009. Richard trazó un riguroso plan de composición y trabajo durante cuatro meses, que dieron como resultado una lista de 16 temas, más 4 que había “seleccionado de la baulera”.
Completamente abocado al proyecto con Tweety González y Jorge Klinoff, de Tornasolado, Coleman sumó además de Daniel Castro en bajo a Jorge Araujo en batería, a Ulises Butrón, a Gonzalo Córdoba y Hernán Reinaudo con algunas guitarras, Bodie en sintetizadores y Gustavo Cerati quien grabó más guitarras en la canción «Normal».
Cerati convocó a Richard, para formar parte como guitarrista de la gira de Fuerza natural, que comenzaría en octubre de 2009. Esto dilató un poco la grabación de Siberia Country Club y obligó a reformular el plan de trabajo, previendo la salida para el 2011.
Finalmente, el disco fue presentado a la prensa el 16 de agosto y el 24 de septiembre, se realizó la presentación oficial en el Niceto Club.
En agosto de 2012, editó su segundo disco solista A Song Is A Song Vol.1 y Vol.2. Este disco doble está compuesto por covers de artistas internacionales. El disco surgió luego de dos shows en el mes de enero y fue presentado con un show para los colaboradores y cuatro shows más entre agosto y septiembre del 2012 en Ultra Bar.
En febrero del año 2013, comenzó la grabación del disco Incandescente en Estudios Romaphonic (Ex Circo Beat), la cual se extendería durante los meses de marzo y abril. El disco salió a la venta en agosto de ese mismo año y fue presentado con el Transsiberian Express (nombre no oficial de su banda) con entradas agotadas en La Trastienda Club en Buenos Aires.
En 2015, recibió el Premio Konex - Diploma al Mérito como uno de los 5 mejores solistas masculinos de rock de la última década en la Argentina.

## Discografía

### Con Fricción
- Consumación o consumo (1986)
- Para terminar (1988)

### Con Los 7 Delfines
- L7D (1992)
- Nada memorable (1993)
- Desierto (1995)
- Azulado (1996)
- Dark (1997)
- Regio (1999)
- Dudosa estrella (1999)
- Aventura (2001)
- Aventura Out Takes & Out Mixes (2003)
- Carnaval de fantasmas (2008)

### Como Solista

###### Álbumes de estudio
- Siberia Country Club, LP (2011)
- A Song Is A Song Vol. 1, LP (2012)
- Incandescente, LP (2013)
- F-A-C-I-L, LP (2017)
- El (in)Correcto Uso de la Metafora, LP (2025)

###### Álbumes en vivo
- Actual (2016)

###### Extended plays
- Midnight rider, EP (2012)
- To bring you my love, EP (2013)

## Simples promocionales
- Dale salida (1993)
- Hamacándote (2010)
- Como la música lenta, simple  (2013)
- Simpático (2017)
- Humanidad (2021)
- Té para Tres (2023)

### Participaciones
- Soda Stereo - Soda Stereo (1984)
- Detectives - Fabiana Cantilo (1985)
- Desnudita es mejor - Divina Gloria (1985)
- Silencio - Los Encargados (1986)
- Vida cruel - Andrés Calamaro (1986)
- Signos - Soda Stereo (1986)
- Man Ray - Man Ray (1988)
- El último concierto - Soda Stereo (1997)
- Andrómeda - Volumen cero (1997)
- Perfume - María Gabriela Epumer (2000)
- Medicate Me - Karina Van Ron (2002)
- Antojo - Palo Pandolfo (2004)
- Decadent Delight - Karina Van Ron (2005)
- Ahí vamos - Gustavo Cerati (2006)
- Par - Volador G (2006)
- Me verás volver - Soda Stereo (2007)
- Doble A - Andrea Álvarez (2008)
- Revolver Club - Intima (2009)
- Fuerza natural - Gustavo Cerati (2009)
- Diamantes (álbum Espíritu) - Piero Duhart (2013)
- Opera Galaxy (Shoot the radio) (2016)
- Gracias totales - Soda Stereo  (2020)

## Guitarras
- Ibanez Artist - acabado Sunburst.
- Hamer Phantom A5 - acabado Red.
- Parker Fly Deluxe - acabado Black.
- Samick Sarc-912 - acabado Tobacco Sunburst.
- Epiphone Les Paul - acabado Spark Green.
- Epiphone Korina Flying V - acabado Black.
- G&L Legacy - acabado Olympic White.
- Gibson SG - acabado Cherry Red.
- Axl AT800 - acabado Black.
- Epiphone Les Paul Custom G400 - acabado Antique Ivory.
- Gibson L6 - acabado Natural.
- Blueridge BR343 (acústica)
- Nigrelli Richard Coleman Signature - acabado Sunburst.
- Danelectro '63 Burgundy.
- Fender Stratocaster - acabado Olympic White.
- Gibson Les Paul Studio Platinum Edition.
- Godin 5th Anenue Uptown - acabado Orange.
- Salcedo Cameliard - acabado Ocean Turquoise (satin back)